# Patellapis kinabaluensis
Patellapis kinabaluensis là một loài Hymenoptera trong họ Halictidae. Loài này được Pauly mô tả khoa học năm 2007.